# 德卡斯泰尔诺将军路22号
德卡斯泰尔诺将军路22号（22 rue du Général de Castelnau）是法国斯特拉斯堡新城区的一座新艺术运动风格的建筑。1975年，法国文化部将其列为法国历史遗迹。 它位于德卡斯泰尔诺将军路（Rue du Général de Castelnau）和福煦元帅路（Rue du Maréchal Foch）的拐角处，三角形平面，有两个立面。
这座房子建于1901年至1903年，建筑师弗朗茨·吕特克（Franz Lütke，1860-1929）和海因里希·巴克斯（Heinrich Backes，1866-1931）使用其中一层作为他们的办公室。 从1898年到1907年，吕特克和巴克斯是专业合作伙伴。他们是一对非常多产的组合，在斯特拉斯堡建造了许多其他新艺术运动住宅，其中一些被列为法国历史遗迹，例如孚日大道（Avenue des Vosges）46号、罗伯特索林荫道（Allée de la Robertsau）56号、埃尔克曼查特里安路（Rue Erckmann-Chatrian）4号、特温格街（Rue Twinger）24号。
这所房子虽然使用了钢筋混凝土, 但被称为“轻质”(souple et léger) ，“可能是城里最好的新艺术运动公寓楼”。

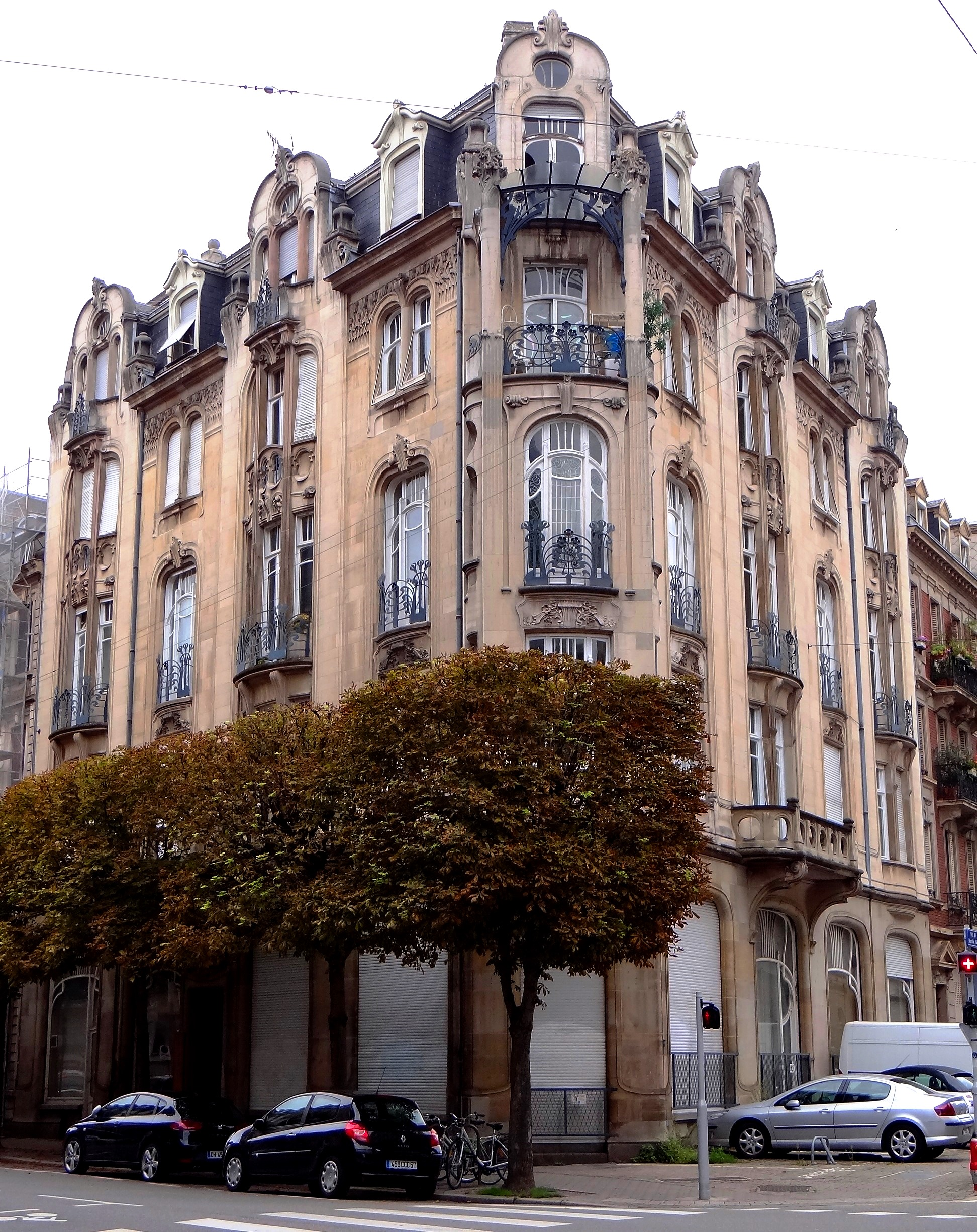
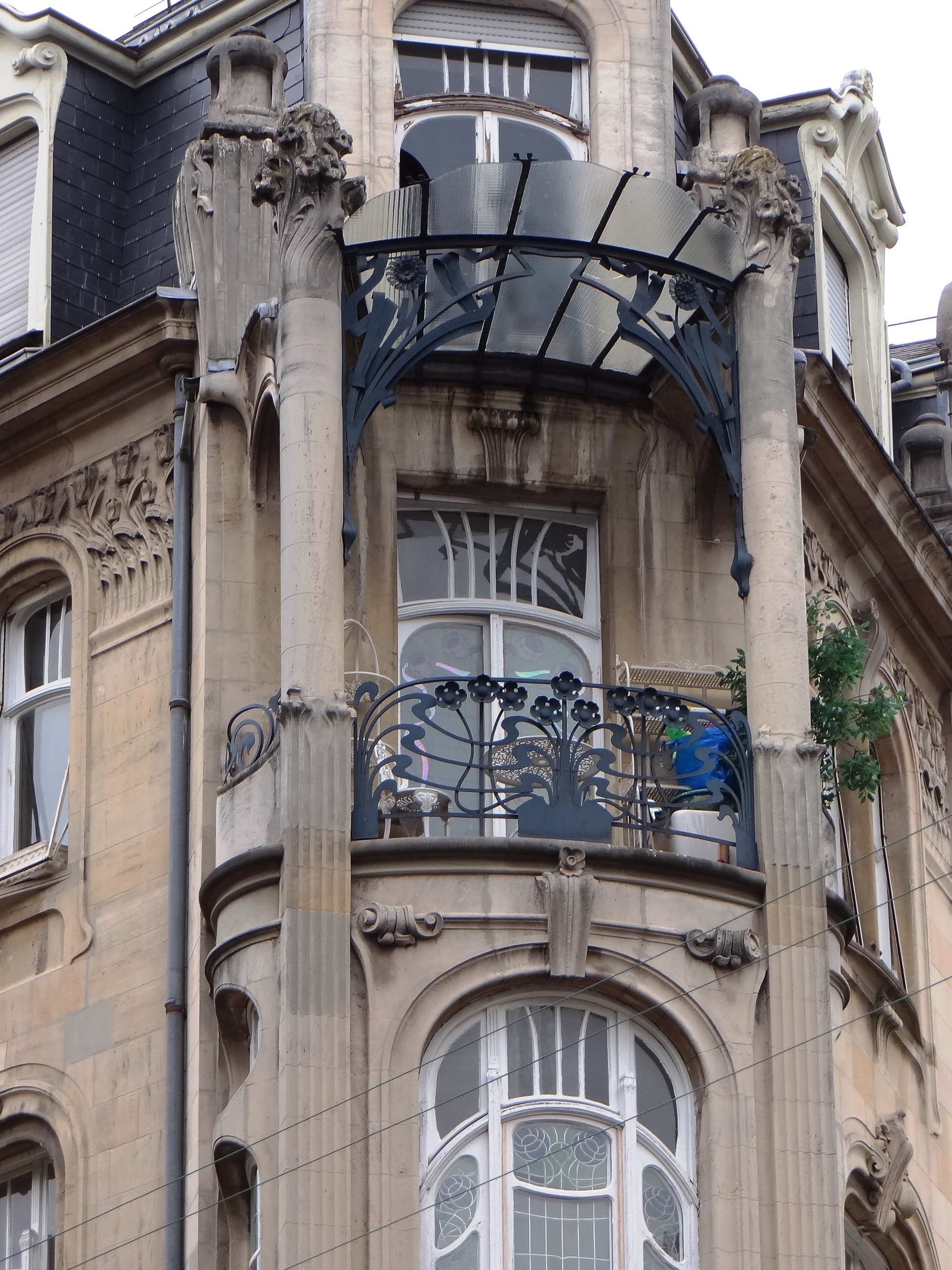
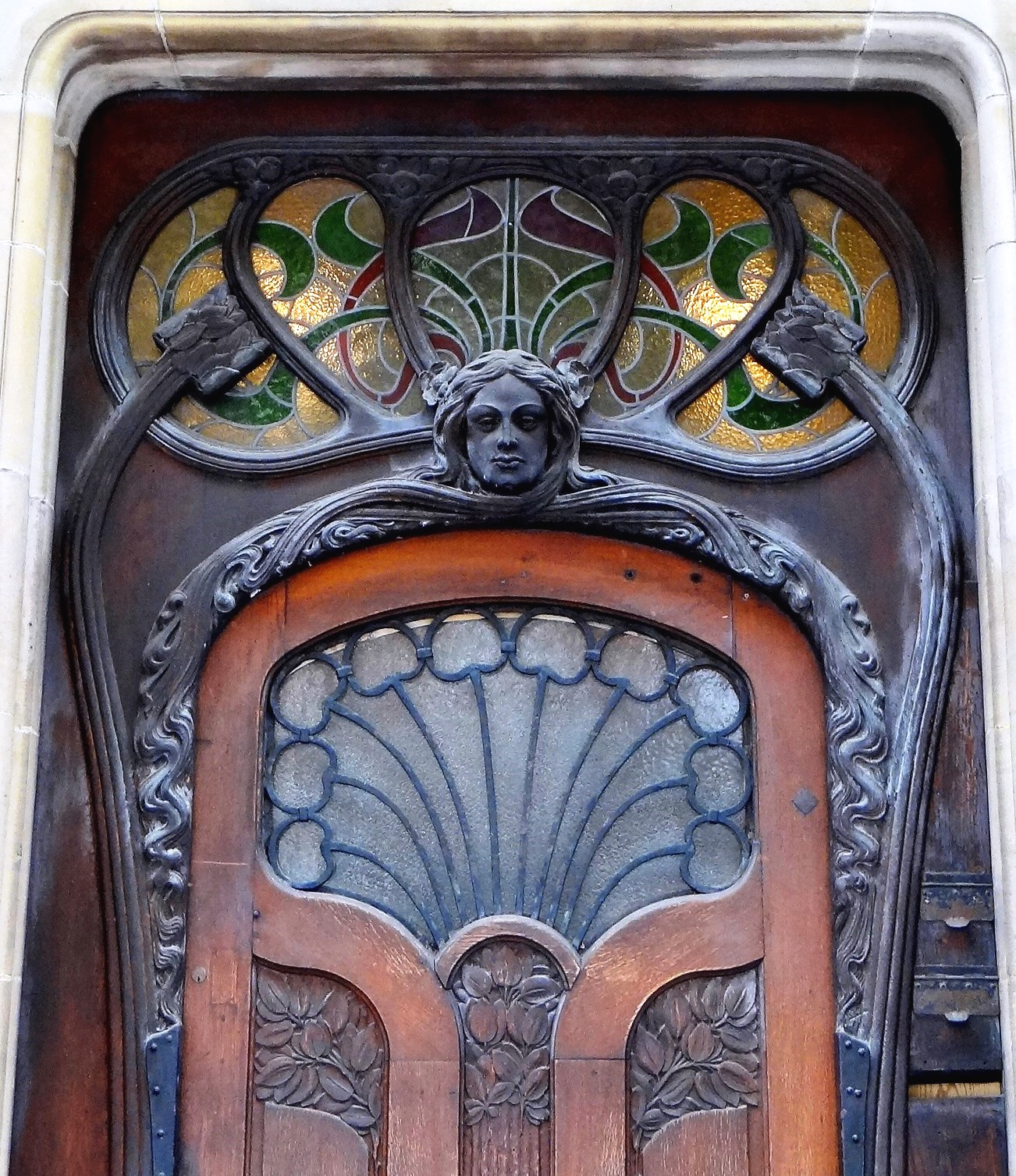
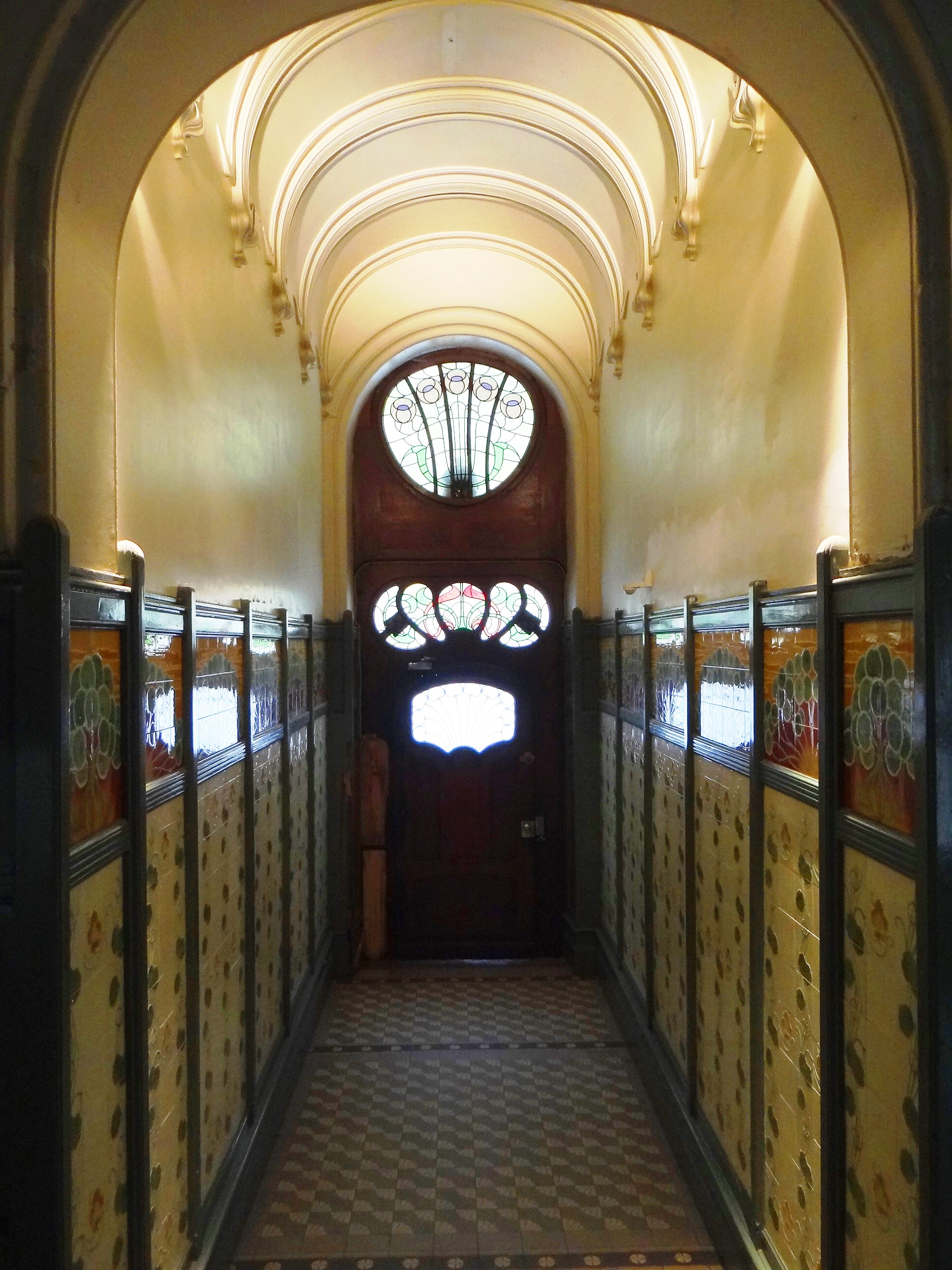
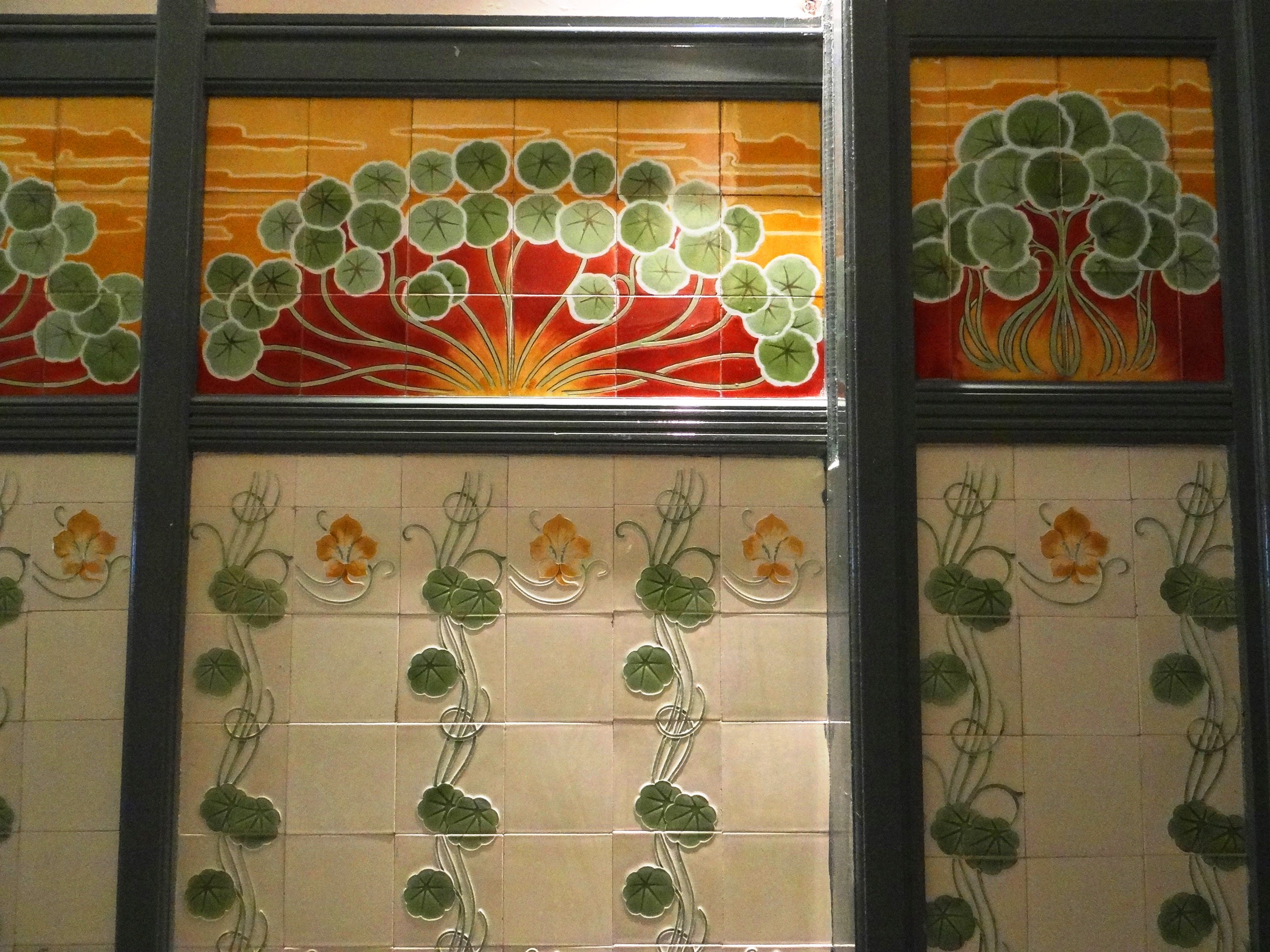
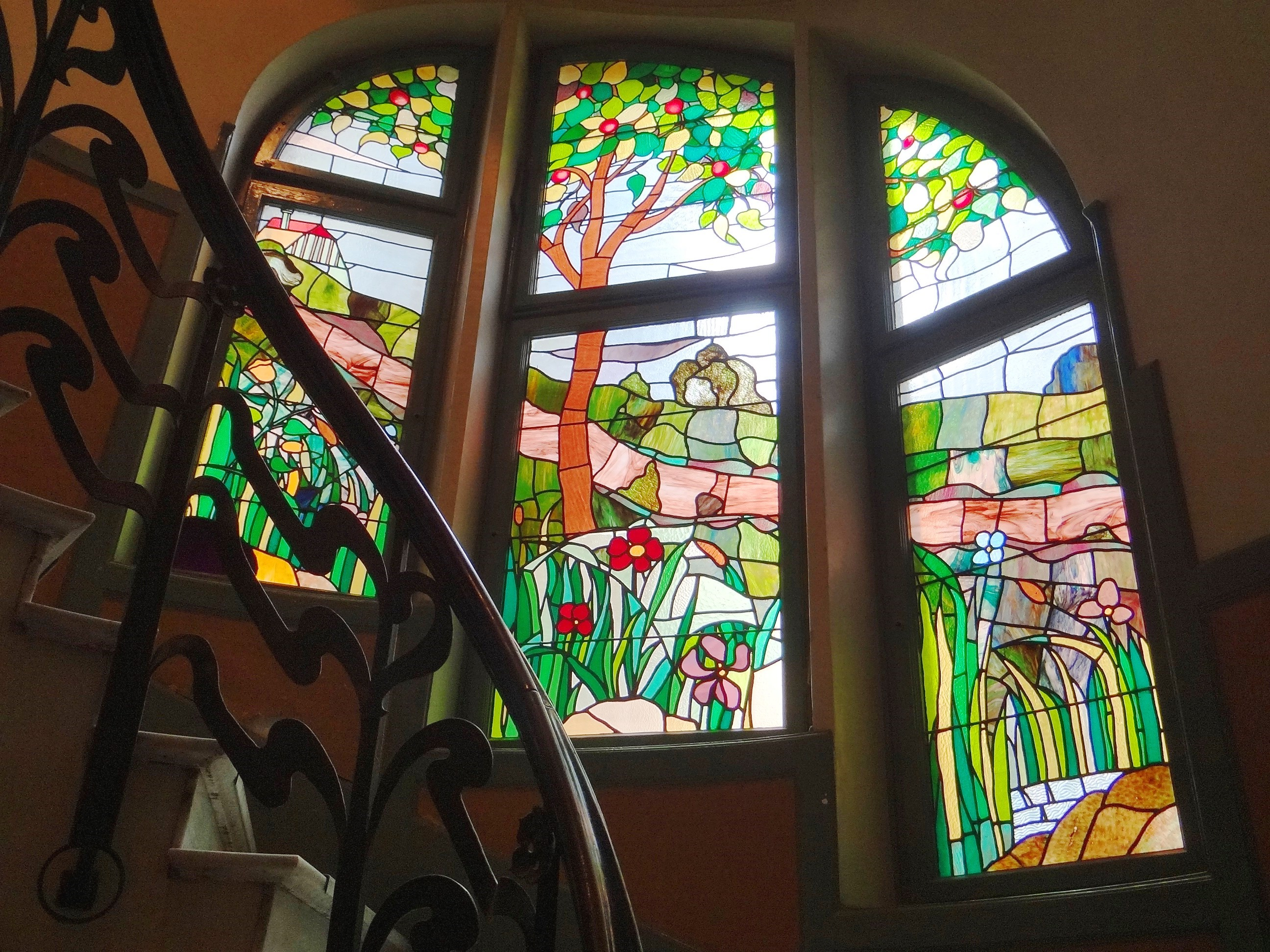